# Ascleropsis excellens
Ascleropsis excellens là một loài bọ cánh cứng trong họ Oedemeridae. Loài này được Fleischer miêu tả khoa học năm 1919.